# Зозуля білогорла

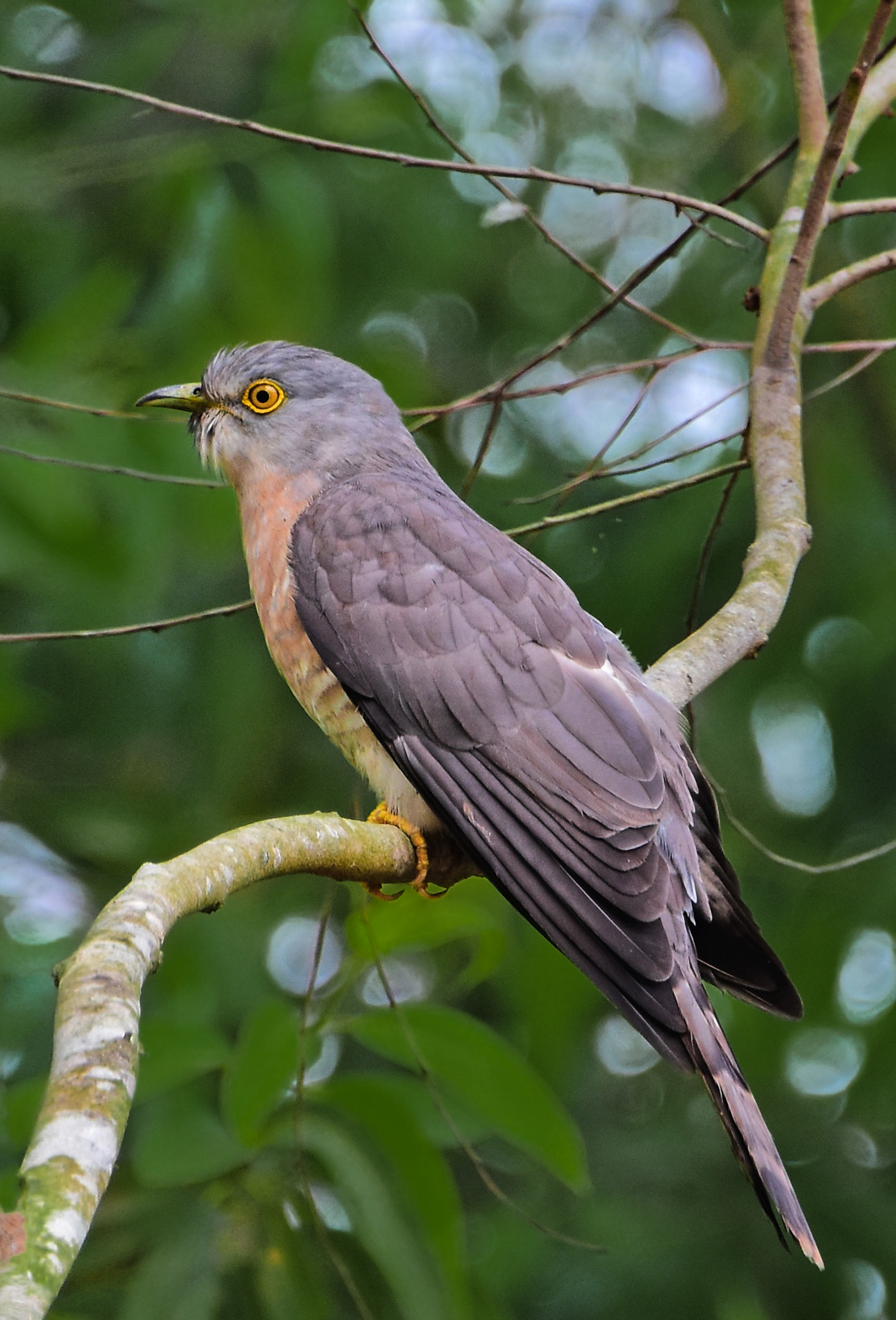
Білогорла зозуля

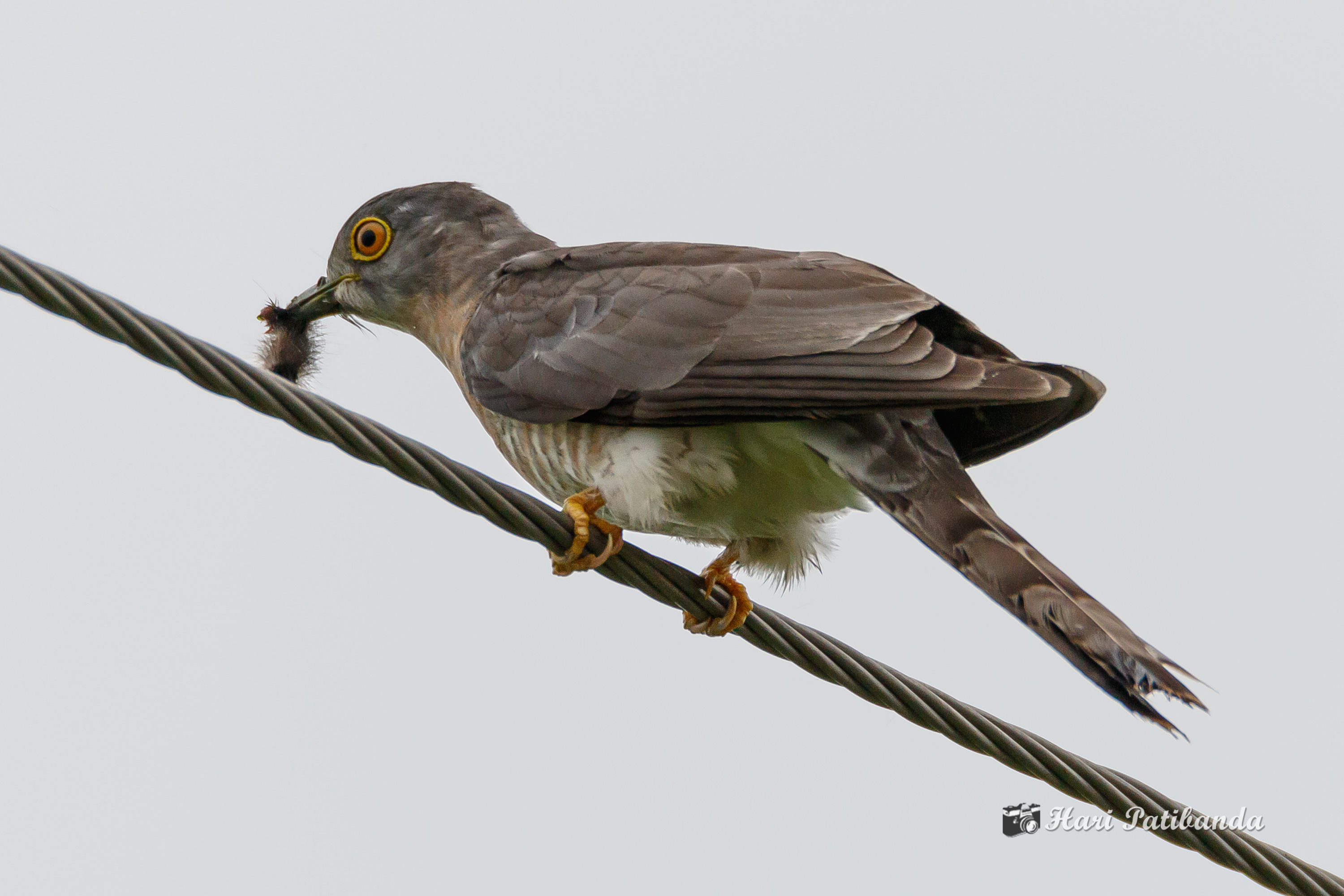
Білогорла зозуля з волохатою гусінню

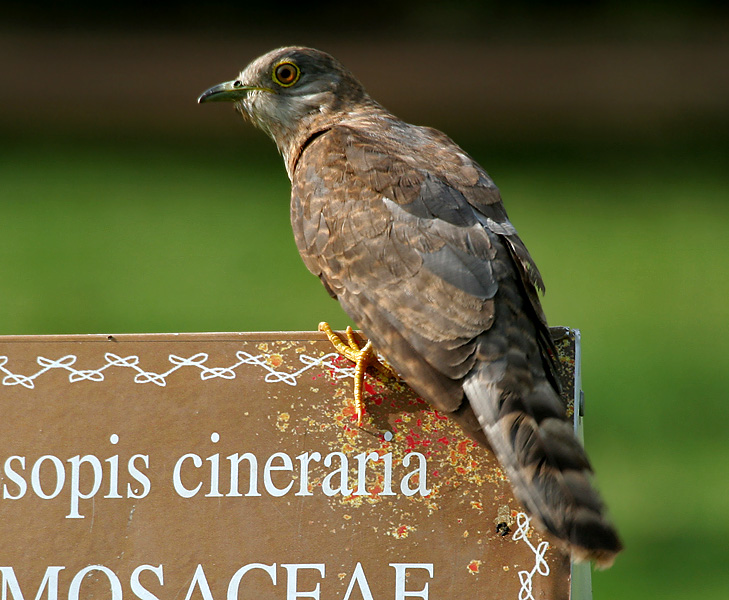
Білогорла зозуля

Зозу́ля білогорла (Hierococcyx varius) — вид зозулеподібних птахів родини зозулевих (Cuculidae). Мешкає в Південній Азії.

## Опис
Білогорла зозуля — птах середнього розміру, завдовжки приблизно з голуба (34 см). Її верхня частина тіла має попелясто-сіре забарвлення, нижня частина тіла рудувато-коричнева, поцяткована темними смужками. На хвості широкі темні смуги, навколо очей характерні жовті кільця. Білогорлим зозулям не притаманний статевий диморфізм, однак самці мають переважно більші розміри. У молодих птахів груди поцятковані темними плямками, а на хвості вузькі смужки.
Білогорла зозуля дуже подібна до туркестанського яструба (Accipiter badius), навіть своїм польотом. Крик зозулі гучний, складається з трох нот, що повторюються 5-6 разів і потім різко обриваються, звучить протягом дня та місячними ночами.

## Підвиди
Виділяють два підвиди:
- H. v. varius (Vahl, 1797) — півострів Індостан;
- H. v. ciceliae Phillips, WWA, 1949 — Шрі-Ланка[9].

## Поширення і екологія
Білогорлі зозулі поширені на більшій частині Індійського субконтиненту, в Пакистані, Індії, Непалі, Бутані, М'янмі, Бангладеш та на Шрі-Ланці. Вони живуть у рідколіссях, садах і на плантаціях, зустрічаються на висоті до 1000 м над рівнем моря. Ведуть переважно осілий спосіб життя, однак популяції, що мешкають на високогір'ях та в посушливих районах мігрують.
Білогорлі зозулі живляться переважно комахами, а також дрібними ящірками, плодами і ягодами. Вони можуть їсти деякі види волохатої гусіні, отруйної для інших видів птахів. Білогорлим зозулям притаманний гніздовий паразитизм. Вони переважно підкладають яйця в гнізда кратеропам роду Argya (зокрема попелястим, жовтодзьобим і сірим кратеропам), а також чагарницям (Garrulax). Сезон розмноження білогорлих зозуль триває з березня по червень, що збігається з сезоном розмноження кратероп. Білогорлі зозулі відкладають одне синє яйце.